# Sheridan Le Fanu
Joseph Thomas Sheridan Le Fanu (Dublin, 28 augustus 1814 – Dublin, 7 februari 1873) was een Ierse schrijver. Hij was een van de bekendste schrijvers van het victoriaanse tijdperk in het gothic novel-genre. Bekende werken zijn Uncle Silas, The House by the Churchyard en Carmilla.
- Bibsys: 90249765
- Biblioteca Nacional de España: XX966263
- Bibliothèque nationale de France: cb119115867 (data)
- Catàleg d'autoritats de noms i títols de Catalunya: 981058507780906706
- CiNii: DA0033544X
- Gemeinsame Normdatei: 118640380
- International Standard Name Identifier: 0000 0001 2276 2506
- Library of Congress Control Number: n50000709
- Nationale Bibliotheek van Letland: 000202802
- MusicBrainz: dfe07d7c-2d7f-41e6-8b9b-405e8a0cedce
- Bibliotheek van het Japanse parlement: 00447077
- Nationale Bibliotheek van Tsjechië: jn20010601012
- Nationale bibliotheek van Australië: 36159272
- Nationale Bibliotheek van Israël: 987007300231005171
- Nationale Bibliotheek van Polen: a0000001180501
- Nederlandse Thesaurus van Auteursnamen: 068990413
- Istituto Centrale per il Catalogo Unico: CFIV027933
- LIBRIS: 70392
- SNAC: w6f48dvf
- Système universitaire de documentation: 027469662
- Trove: 1221754
- Virtual International Authority File: 9849196
- WorldCat: E39PBJvhrqR37rgFT868BxWMT3